# Triphyllozoon microstigmatum
Triphyllozoon microstigmatum is een mosdiertjessoort uit de familie van de Phidoloporidae. De wetenschappelijke naam van de soort is voor het eerst geldig gepubliceerd in 1954 door Silén.